# Тиссен (лунный кратер)
Кратер Тиссен (лат. Thiessen) — крупный древний ударный кратер в северной приполярной области обратной стороны Луны. Название присвоено в честь немецкого астронома Георга Генриха Тиссена (1914—1961) и утверждено Международным астрономическим союзом в 1970 г. Образование кратера относится к донектарскому периоду.

## Описание кратера

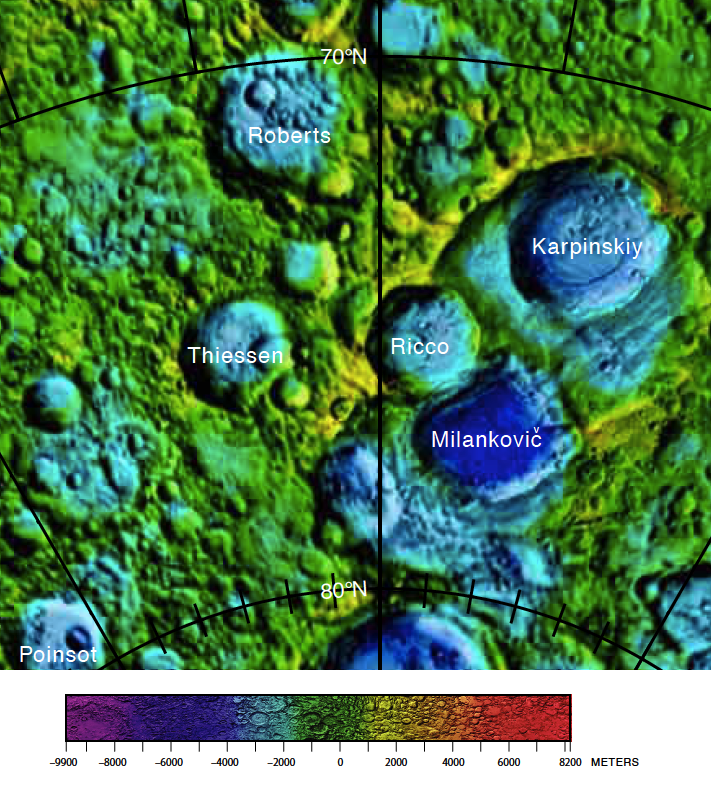
Окрестности кратера Тиссен. Фрагмент карты северной приполярной области.

Ближайшими соседями кратера Тиссен являются кратер Рикко на западе; кратер Пласкетт на севере-северо-западе; кратер Пуансо на северо-востоке; кратер Хейманс на востоке и кратер Робертс на юге-юго-западе. Селенографические координаты центра кратера 74°52′ с. ш. 169°30′ з. д. / 74,86° с. ш. 169,5° з. д., диаметр 66,4 км, глубина 2,7 км
Кратер Тиссен имеет близкую к циркулярной форму и значительно разрушен.  Вал сглажен, северная часть вала и чаши перекрыта множеством кратеров различного размера, к северо-западной части вала примыкании сателлитный кратер Тиссен W.  Высота вала над окружающей местностью достигает 1260 м, объем кратера составляет приблизительно 3800 км³.  Дно чаши пересеченное.

## Сателлитные кратеры

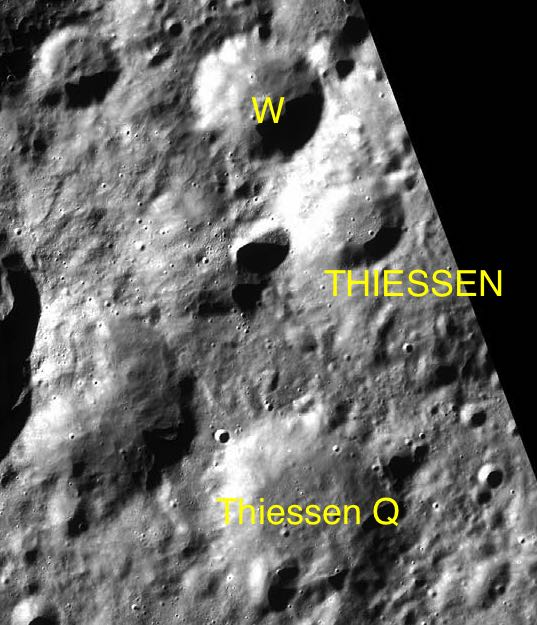
Фрагмент карты LAC-7.

| Тиссен | Координаты                                              | Диаметр, км |
| ------ | ------------------------------------------------------- | ----------- |
| Q      | 73°29′ с. ш. 174°27′ з. д. / 73,49° с. ш. 174,45° з. д. | 35,3        |
| W      | 75°48′ с. ш. 172°55′ з. д. / 75,8° с. ш. 172,91° з. д.  | 22,0        |

## См.также
- Список кратеров на Луне
- Лунный кратер
- Морфологический каталог кратеров Луны
- Планетная номенклатура
- Селенография
- Минералогия Луны
- Геология Луны
- Поздняя тяжёлая бомбардировка